# Juru kunci
Le juru kunci, terme indonésien signifiant littéralement « gardien des clés » en français, est un gardien des sépultures sur l'île de Java en Indonésie.
Dans certains cimetières, ils effectuent aussi le tahlil. À Yogyakarta et Surakarta, les juru kunci sont de lignage royal. Le juru kunci du Merapi est nommé par la cour de Yogyakarta  et réside sur le flanc du volcan.